# Franz Locher
Franz Thomas Locher (* 23. Dezember 1965 in Sarnthein) ist ein Südtiroler Politiker.

## Biographie
Locher bewirtschaftet als Bauer den Oberhöllerhof im Sarntal. Daneben engagierte er sich im Südtiroler Bauernbund und seit 1995 in der Gemeindepolitik. Im Jahr 2005 wurde er als Kandidat der Südtiroler Volkspartei (SVP) zum Bürgermeister von Sarntal gewählt und 2010 und 2015 jeweils bestätigt. Bei den Landtagswahlen 2018 konnte Locher mit 11.025 Vorzugsstimmen auf der Liste der SVP ein Mandat für den Südtiroler Landtag und damit gleichzeitig den Regionalrat Trentino-Südtirol erringen. Bei den Landtagswahlen 2023 gelang ihm mit 7.777 Vorzugsstimmen die Wiederwahl. Seit März 2024 ist er als Vizepräsident Mitglied der Regionalregierung Trentino-Südtirol.